# Ilisha compressa
Ilisha compressa är en fiskart som beskrevs av Randall, 1994. Ilisha compressa ingår i släktet Ilisha och familjen Pristigasteridae. Inga underarter finns listade i Catalogue of Life.